# Milla cuadrada
La milla cuadrada (mi² o sq mi) es una unidad de superficie equivalente a un cuadrado cuyos lados miden una milla estatutaria. Una milla cuadrada equivale a 2,589988110336 kilómetros cuadrados, y también a:
- 4 014 489 600 pulgadas cuadradas
- 27 878 400 pies cuadrados
- 3 097 600 yardas cuadradas
- 102 400 rods cuadrados
- 2560 roods
- 640 acres
- 4 homesteads
- 0,111111111111111 leguas cuadradas